# Würstelstand

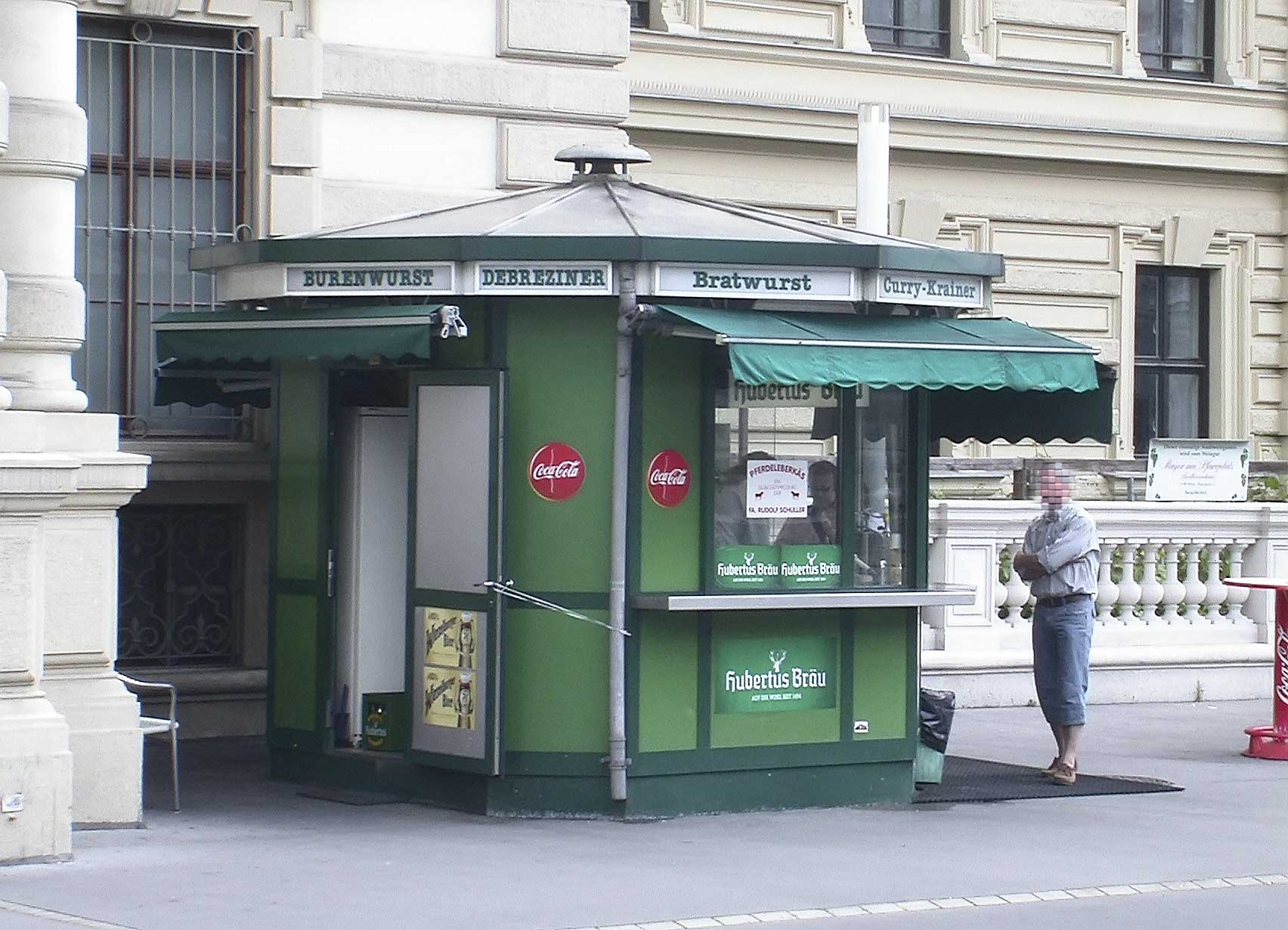
Típico puesto callejero en Viena, denominado Würstelstand.

Würstelstand es un puesto callejero de comida rápida muy típico de Austria. Su concepto se desarrolló durante el auge del Imperio austrohúngaro. Es habitual que en él se sirvan los Käsekrainer (una especie de preparación, en forma de embutido).

## Literatura
Elisabeth Hölzl (Hrsg.): Im Banne der Burenwurst. Der Würstelstand als Wille und Vorstellung. Christian Brandstätter, Viena, 2001, ISBN 3-85498-105-8